# الطائر الأصفر
الطائر الأصفر (بالفرنسية: Gus, petit oiseau, grand voyage)‏ فيلم خيالي متحرك باللغة الفرنسية الفرنسية البلجيكية سي جي 2014. أخرجه كريستيان دي فيتا.

## القصة
تدور أحداث الفيلم حول طائر أصفر صغير وحيد يتيم، لم يغادر عشه من قبل، وليس له عائلة، ويتمنى لو صارت له عائلة تحبه، وتهتم به، وفي يوم من الأيام، يدخل هذا الطائر في مغامرة تغير مسار حياته، عندما ينضم لسرب من الطيور المهاجرة صوب (أفريقيا).

## وصلات خارجية
- الطائر الأصفر على موقع IMDb (الإنجليزية)
- الطائر الأصفر على موقع ميتاكريتيك (الإنجليزية)
- الطائر الأصفر على موقع روتن توميتوز (الإنجليزية)
- الطائر الأصفر على موقع نتفليكس (الإنجليزية)
- الطائر الأصفر على موقع قاعدة بيانات الأفلام العربية
- الطائر الأصفر على موقع ألو سيني (الفرنسية)
- الطائر الأصفر على موقع Turner Classic Movies (الإنجليزية)
- الطائر الأصفر على موقع أول موفي (الإنجليزية)
- الطائر الأصفر على موقع فيلمافينيتي (الإسبانية)
- الطائر الأصفر على موقع قاعدة بيانات الأفلام السويدية (السويدية)